# Краснівка (Крупський район)
Краснівка (біл. вёска Красноўка) — село в складі Крупського району Мінської області, Білорусь. Село підпорядковане Бобрській сільській раді, розташоване в східній частині області.